# Stephanie Cox
Stephanie Renee Cox (de son nom de naissance Stephanie Renee Lopez), née le 3 avril 1986 à Los Gatos, en Californie, est une joueuse de soccer américaine évoluant au poste de défenseure. Internationale américaine (82 sélections depuis 2005), elle joue avec les Sounders Women de Seattle dans la W-League.

## Biographie

### Carrière en Club
Cox grandit à Elk Grove, en Californie et joue pour l'équipe de son école Elk Grove High School avec laquelle elle aide à conquérir deux championnats amateurs. Elle remporte le prix jeunesse de la NSCAA et est élue Parade junior All-American. En plus Stéphanie Cox joue au basket-ball pendant trois ans et termine avec une moyenne 4.17 GPA.
De 2005 à 2008, elle étudie à l'université de Portland et joue pour les Portland Pilots. En 2005, Cox aide son équipe à un record invaincu de 23-0-2 . L'équipe remporte le championnat national de la NCAA. Cox est alors élue dans la NCAA All-Tournament Team. En 2007, elle conduit les Portland Pilots à 11 victoires consécutives (10 matchs sans encaisser de buts) et aide son équipe à atteindre les quarts de finale de la NCAA. Puis toujours dans cette saison 2007,, Cox renonce à son admissibilité de 5 ans dans la NCAA et devient une joueuse salariée avec l'équipe nationale senior américaine. En décembre 2007, elle est diplômée de psychologie avec une mineure en langue espagnole. 
Lors de la création de la Women's Professional Soccer en 2009, Cox est sélectionnée par Los Angeles Sol. Sa saison 2009 est très solide à la défensive et elle contribue à la conquête du championnat de saison régulièere de la ligue. L'équipe se rend en finale lors des séries éliminatoires mais est battue 0-1 par le Sky Blue FC lors de la finale. À l'intersaison 2009-2010, les propriétaires du Los Angeles Sol annoncent que l'équipe a des pertes de 2 millions de dollars et va cesser ses activités. Cox est alors recrutée par Boston Breakers. Elle y joue deux saisons. Après la suspension des activités de la Women's Professional Soccer en février 2012, elle signe avec les Sounders Women de Seattle. En fin de saison 2012, Cox est élue sur l'équipe d'étoiles de la W-League.

### En sélection nationale
Cox est dans le programme jeunesse américain depuis 2000. Elle joue à la Coupe du monde des moins de 20 ans 2004 en Thaïlande. Et, deux ans plus tard, elle est capitaine de l'équipe américaine des moins de 20 ans à la Coupe du monde féminine 2006 en Russie. Son jeu fluide comme défenseur lui permet d'étouffer les menaces des attaques adversaires et elle offre un calme, une influence rassurante à ses coéquipières. 
Elle est admise dans l'équipe nationale séniore des États-Unis en 2005 et elle aide l'équipe nationale féminine à remporter une médaille d'or aux Jeux olympiques de 2008 à Pékin. Cox participe à la Coupe du monde 2011 en Allemagne. Malheureusement elle n'est pas sélectionnée en vue du tournoi olympique 2012.

### Vie personnelle
Ayant grandi dans une famille d'accueil où ses parents ont pris soin d'enfants en difficulté, Cox aide à rénover un orphelinat, voyage aux Bahamas pour la construction d'un centre d'apprentissage pour jeunes et fait partie d'une équipe qui recueille des fonds pour aider les victimes de l'ouragan Katrina en 2005. Elle est récemment devenue une porte-parole de Services à la famille Casey, qui est la plus grande organisation américaine des soins d'accueil et des services sociaux à l'enfance. Elle vit à Gig Harbor dans l'État de Washington avec son époux Brian Cox (un ancien joueur de baseball de l'université de Portland).